# Bruno Iacoponi
Bruno Iacoponi (Livorno, 23 de julio de 1895-desconocido) fue un futbolista italiano que jugaba como portero. Llegó a Chile en 1923 junto a su hermano Gino Iacoponi para defender a Audax Italiano.

## Trayectoria
Luego de participar en la Primera Guerra Mundial, llegó al Livorno en 1919, donde actuaba junto a su hermano menor, el delantero Gino Iacoponi. En la temporada 1919-20 el Livorno ganó la liga del campeonato centro-sur, pero en la final del campeonato italiano, el Inter de Milán, campeón de las ligas del norte, derrotó 3-2 al Livorno.
En la plantilla del Livorno estaba Félix Corte, futbolista chileno que convenció a los hermanos Iacoponi a venir a Chile en 1923. Llegaron a Audax Italiano, donde Bruno actuó hasta el año 1930.

## Clubes
| Club           | País   | Año       |
| -------------- | ------ | --------- |
| Livorno        | Italia | 1919-1923 |
| Audax Italiano | Chile  | 1923-1930 |

## Palmarés

### Campeonatos locales
| Título             | Club           | País  | Año  |
| ------------------ | -------------- | ----- | ---- |
| Liga Metropolitana | Audax Italiano | Chile | 1924 |